# Befund (Medizin)
Befund (lateinisch Status praesens) bezeichnet medizinisch relevante, körperliche oder psychische Erscheinungen, Gegebenheiten, Veränderungen und Zustände eines Patienten, die durch Fachpersonal (Ärzte, anderes medizinisches Personal) als Untersuchungsresultat erhoben werden. Dies geschieht durch unterschiedlichste Untersuchungsmethoden und Hilfsmittel, und die Ergebnisse werden auf verschiedenste Weise dokumentiert (Text, Grafik, Bild, Ton etc.).  
Befunde können dabei einen äußerst unterschiedlichen Inhalt haben, zum Beispiel eine Effloreszenz, der Klang beim Abklopfen der Körperoberfläche, die Höhe des Blutzuckerspiegels oder ein bestimmtes Verhalten des Patienten. Auch eine durch Bildgebung gezeigte Auffälligkeit, das Ergebnis einer DNA-Analyse und vieles andere kann einen Befund darstellen.

## Befundbericht und Arten
Die Befundung folgt meist einer systematisch durchgeführten Untersuchung. Eine Zusammenfassung aller Einzelbefunde findet sich in einem Befundbericht, wobei sich deren Ergebnisse immer auf den Untersuchungszeitpunkt beziehen. Der Status praesens bezeichnet dabei den gegenwärtigen Zustand des Patienten.

### Gesamtbefund
Ein Gesamtbefund stellt die Summe aller erhobenen Einzelbefunde dar und ist in der Regel Bestandteil einer Epikrise. Da sich ein Befund auf festgestellte, intersubjektive Erscheinungen bezieht, wird er von den anamnestischen, subjektiven Angaben des Patienten abgegrenzt.

### Pathologischer Befund
Der Ausdruck „pathologischer Befund“ bezeichnet einen krankhaft veränderten Befund. Wenn eine bestimmte Untersuchung keine pathologischen Befunde, sondern einen Normalbefund ergibt, erfolgt üblicherweise eine Dokumentation mittels des Kürzels „o. B.“ (ohne Besonderheiten, unklarerweise auch ohne Befund im Sinne von ohne krankhaften Befund oder ohne pathologische Befunde), oder „o.p.B.“ (ohne pathologischen Befund).

### Histologischer Befund
Im histologischen Befund wird über die Analyse einer mikroskopischen Gewebeprobe oder eines Operationspräparates berichtet. Der Befundbericht beinhaltet auch die angewendeten Analysemethoden, spezielle Gewebseigenschaften und Interpretationsmöglichkeiten und deren Alternativen.

## Dokumentation und Patientenakte
Die Erstellung und Dokumentation eines Befundes gehört zu den wesentlichen ärztlichen Berufspflichten, insbesondere auch im Hinblick auf den Leistungsnachweis bei Abrechnungsfragen, sowie im Falle juristischer Auseinandersetzungen. Die Befundung kann in entsprechenden Dokumentationsbögen festgehalten werden. Hauptbeschwerde und Begleitbeschwerden führen zu Verdachtsdiagnosen, diese wiederum zur gezielten Befunderhebung und schließlich zur Arbeitsdiagnose und zur Therapie. Darüber hinaus dienen strukturierte Befunddokumentationen der Kommunikation und Kooperation zwischen allen Beteiligten Ärzten, Kliniken und Institutionen, was zunehmend durch die Entwicklung der Telemedizin unterstützt wird. Je strukturierter und standardisierter Befunde dokumentiert werden, desto besser sind sie miteinander zu vergleichen und Krankheitsverläufe zu beurteilen. Dies zeigt sich vor allem in Fachgebieten, in denen häufig numerische Befunde erhoben werden, wie bspw. in der Augenheilkunde (Sehschärfe, Augeninnendruck, Refraktions- und Brillenwerte, Stereopsis, Schielwinkel etc.).
Mit dem Patientenrechtegesetz wurde der Arzt oder Zahnarzt durch den § 630f BGB verpflichtet – wie bisher schon in den Berufsordnungen und in den Bundesmantelverträgen geregelt – eine Patientenakte zu führen und alle relevanten Fakten, wozu auch die Befunde zählen, ausführlich zu dokumentieren. Nachträgliche Änderungen sowohl in der auf Papier geführten, als auch in der elektronischen Patientenakte, müssen den konkreten Inhalt und den genauen Zeitpunkt der Änderung erkennen lassen.

## Abgrenzung
Aus der Krankengeschichte (Anamnese) und einer gewonnenen Befundkonstellation kann ein Arzt eine Diagnose ableiten, wodurch er dem Patienten eine Krankheitsentität zuschreibt. Befunde, die nicht durch eine diagnostizierte Erkrankung erklärt werden können, werden als Nebenbefunde bezeichnet, welche ihrerseits Symptome anderer Krankheiten darstellen können, die einer weiteren diagnostischen Abklärung bedürfen. 
Erhobene Untersuchungsergebnisse, nach denen nicht explizit gesucht wurde, nennt man Zufallsbefunde.
Obwohl dies im alltäglichen Sprachgebrauch häufig nicht klar unterschieden wird, sind Befund und Symptom voneinander abgrenzbar. Während der Ausdruck Befund den empirischen Charakter (die Erhebung von Informationen) erfasster Merkmale hervorhebt, betont Symptom das Erscheinungsbild eines Merkmals selbst, als Hinweis auf eine Erkrankung.